# Biotopo Versegge
Il biotopo Versegge è un'area protetta nella località toscana omonima, in provincia di Grosseto.

## Territorio
Il biotopo ricade nel complesso di colline interposto fra i paesi di Montepescali e Sticciano, al confine fra i territori comunali di Grosseto e Roccastrada in località “Versegge”.
Esso fa parte del boscoso gruppo di Monte Leoni (616 m), uno dei principali rilievi della maremma grossetana. I margini occidentali di questi rilievi degradano nella pianura un tempo occupata dal Lago Prile, dove oggi scorre il fiume Bruna fra ampie zone coltivate.
Il biotopo racchiude aspetti molto estesi e rappresentativi di un ambiente vegetazionale seminaturale a dominanza di sughera (Quercus suber) tipico della Maremma settentrionale, grazie a condizioni edafiche e climatiche ottimali per questa specie arborea. 
Le sugherete della fascia tirrenica dell'Italia peninsulare sono ritenute un habitat di interesse a livello europeo, per la loro valenza paesaggistica e l'elevata biodiversità che in esse è racchiusa. 
Infatti la flora erbacea del biotopo annovera specie caratteristiche delle sugherete e dei terreni silicei mediterranei, alcune delle quali piuttosto rare per la loro specificità ecologica.
Sono inoltre presenti piccole comunità vegetali degli stagnetti temporanei mediterranei (Isoeto-Nanojuncetea), considerate un habitat di interesse prioritario a livello comunitario (Direttiva 97/62/CE). L'area rientra nel SIR 109 “Monte Leoni” di 5.112,53  ettari e nel pSIC omonimo (cod. SIC: IT51A0009). Non sono presenti aree protette ai sensi della L 394/91 e LRT 49/95.

## Geomorfologia
Le colline delle Versegge hanno altitudini comprese fra 50 e 300 m s.l.m. e rappresentano le ultime propaggini sud occidentali del Monte Leoni, con cui sono in continuità orografica e geomorfologica. 
Esse presentano versanti generalmente poco acclivi o addirittura pianeggianti ed esposizioni prevalentemente occidentali.
Geolitologicamente sono costituite da rocce e brecce silicee cristalline del gruppo del Verrucano, una delle più antiche formazioni della serie stratigrafica toscana (origine Triassica). Il suolo che deriva da questa matrice litologica sotto copertura forestale può essere profondo e ben umificato, ma nell'area del biotopo esso è per lo più ridotto ad un sottile strato a reazione acida e soggetto a marcato disseccamento estivo (tipo Ranker).
Sono presenti anche limitati affioramenti rocciosi e punti di accumulo di sabbie silicee derivanti dal disfacimento di quarziti ed anageniti.
Grazie all'alto contenuto di silice e al bassissimo tenore in carbonati di calcio, le rocce del Verrucano costituiscono un substrato ottimale per lo sviluppo della sughera.
Climaticamente la zona ricade nel tipo mediterraneo subumido, con temperature medie annue di circa 14,8 °C e precipitazioni intorno a 750 mm. Le piogge sono abbondanti dall'autunno alla primavera, mentre il periodo di aridità è piuttosto prolungato andando da fine giugno a settembre. A causa dell'esposizione occidentale, tuttavia, la zona è interessata dalla frequente presenza di venti e correnti marine occidentali che portano umidità atmosferica importante per lo sviluppo della vegetazione ed in particolare della sughera, specie meno resistente all'aridità del leccio.

## Flora
Le colline delle Versegge sono coperte da un fitto manto di vegetazione mediterranea sclerofillica, con rare latifoglie decidue. In particolare è insediato un tipo di macchia caratteristico, con abbondanti ericacee (Erica arborea, E. scoparia e Arbutus unedo) e sughera descritto come associazione Simethido-Quercetum suberis.
Peculiare di questa vegetazione è l'abbondanza della sughera e la quasi totale assenza del leccio, dovuta sia alla storica selezione operata dall'uomo a favore della prima sia alla sua maggiore competitività sulle brecce silicee del Verrucano.
Seppur fortemente plasmato dalla secolare azione antropica, questo “matorral” ad ericacee e sughera conserva aspetti di tipicità e naturalità negli aspetti ecologici e corologici della flora di accompagnamento e nella buona potenzialità riproduttiva della sughera stessa. Oltre alle ericacee, nel piano arbustivo troviamo numerosi arbusti eliofili ed acidofili molto spesso associati alla sughera come le leguminose Cytisus villosus, Genista monspessulana, Genista pilosa e Genista germanica, assieme a Myrtus communis, Calluna vulgaris, Cistus salvifolius, Cistus incanus, Daphne gnidium e altre.
Nelle fitocenosi più dense il piano erbaceo è costituito da poche specie caratteristiche come la liliacea Simethis mattiazzi e l'asteracea Pulicaria odora, mentre nelle radure e nelle discontinuità è insediata una flora erbacea ricca di piante eliofile, di cui alcune fitogeograficamente rilevanti. 
Gli stadi degradati di queste macchie sono degli erico-arbusteti senza componente arborea oppure, in condizioni ancora più difficili, dei bassi fruticeti acidofili della classe Cisto-Lavanduletea.
Nelle radure e nelle discontinuità sono presenti comunità xerofile di piccole erbe annuali silicicole della classe Tuberarietea guttatae. Ivi sono spesso abbondanti licheni dei generi Cladonia.
Se il suolo rimane umido dall'autunno alla fine dell'inverno a causa di microdepressioni che raccolgono le acque piovane si aggiungono piccole specie igrofile dell'habitat Isoeto-Nanojuncetea. 
Quest'ultimo è considerato di rilevante interesse conservazionistico a livello europeo.
È infine da porre in rilievo anche l'interesse dei piccoli appezzamenti di sughereta ripulita e coltivata localizzati alla base delle colline in situazione ormai pianeggiante. Questi boschi, seppur del tutto artificiali nella struttura, rappresentano un importante aspetto del caratteristico paesaggio rurale maremmano e in essi si mantengono alcune attività tradizionali come l'allevamento di animali semibradi e il prelievo del sughero. 
La demaschiatura delle sughere è ripresa da alcuni anni con continuità e sta acquisendo un interesse economico sempre maggiore legato al pregio di questo materiale oggi molto richiesto sul mercato.
La flora della sughereta delle Versegge è ricca di specie mediterranee dei substrati silicei, in particolare di quelle a gravitazione occidentale. Questo denota la tipicità del popolamento vegetale dell'area e l'origine naturale della sughera. Specie caratteristica è Simethis mattiazzi, graziosa liliacea dai fiori bianchi frequentemente associata alla sughera anche nella regione iberica. Altra specie caratteristica del biotopo e non frequente in regione è Tuberaria lignosa, robusta cistacea rosolata dai fiori gialli, eliofila e legata ai suoli minerali silicei erosi come le brecce e le sabbie del Verrucano. 
Altre cistacee presenti sono le annuali Tuberaria guttata ed Helianthemum salicifolium e il cespuglietto perenne Fumana thymifolia. 
Di particolare interesse è la presenza di Isoetes duriei, singolare pteridofita con foglie lineari a ciuffetto e grosse spore prodotte sotto il livello del terreno, che cresce abbondante nelle pozzette effimere e in altri micrositi temporaneamente umidi durante l'inverno e i primi mesi primaverili. Per la sua sporadicità e la sua specificità ecologica essa è considerata vulnerabile in Toscana.
Sempre nello stesso ambiente sono localizzate altre piccole piante di notevole valenza fitogeografica come Radiola linoides, Cicendia filiformis, Juncus pygmaeus e J. capitatus. 
È presente anche una stazione della piccola Euphorbia cuneifolia, rara specie del mediterraneo occidentale anch'essa dei prati temporaneamente umidi, in Toscana raccolta solo nel secolo scorso nella zona di Capalbio.
Localmente abbondanti sono Ranunculus flabellatus, Dactylorhiza romana, Agrostis castellana, Hypericum australe e diverse specie di Trifolium.
Infine sono da menzionare due taxa endemici della Maremma grossetana, Crocus etruscus, abbondante nei boschi di Monte Leoni, e Centaurea paniculata ssp. cosana, presente nelle garighe e negli ambienti aridi delle colline grossetane. Entrambi compaiono nella lista rossa della flora toscana.